# 徽州 (辽朝)
徽州，中国辽朝时设置的头下军州。
辽景宗乾亨三年（981年），辽国设置徽州，宣德军节度使。治今辽宁省阜新县北83里旧庙镇，辽景宗长女秦晋大长公主所建。媵臣万户，在宜州之北二百里，因建州城。北至上京七百里。节度使以下，皆公主府署。一万户。金国废除。